# Pyrausta genialis
Pyrausta genialis is een vlinder van de familie van de grasmotten (Crambidae). De wetenschappelijke naam van deze soort is voor het eerst voorgesteld door Richard South in een gezamenlijke publicatie van John Henry Leech en Richard South uit 1901. De spanwijdte van deze vlinder bedraagt 20 millimeter.

## Verspreiding
De soort komt voor in West-China en Yunnan.

## Ondersoorten
- Pyrausta genialis genialis South in Leech & South, 1901
- Pyrausta genialis reductalis Caradja in Caradja & Meyrick, 1937 (Yunnan)